# Mesophoyx intermedia
La garza intermedia o mediana (Ardea intermedia) es una especie de ave pelecaniforme de la familia Ardeidae de tamaño mediano que habita y cría al este de África y en la zona tropical al sur de Asia hasta Australia. 

## Descripción
Esta especie, como su nombre científico indica, es de tamaño intermedio entre la garza blanca y garzas blancas más pequeñas como la garceta común y la garcilla bueyera, aunque es más parecida a las menores. Mide cerca de 90 cm de alto luciendo un plumaje blanco, piernas generalmente oscuras y un pico amarillo. 
En periodo de crianza puede tener el pico rojizo o negro, plumaje amarillento, plumas filamentosas flojos en el pecho y en partes posteriores, y un amarillo o rosado embotado en sus piernas superiores (con variaciones regionales). Los sexos son similares.

### Diferencias con la garza blanca
Los colores de la época en que no cría son similares, pero la intermedia es más pequeña, con el cuello un poco más pequeño que la longitud del cuerpo, una cabeza levemente abovedada, y un pico más corto y grueso. La garza blanca tiene una clara torcedura cerca del centro de su cuello, y la punta de su alargado pico se alinea con él con la punta su cabeza.

### Diferencias con la garceta común
La garceta común tiene las patas amarillentas. A veces corren tras peces en aguas poco profundas. En época de cría tienen largas plumas nupciales detrás de sus cabezas.

## Comportamiento
La garza intermedia acecha a su presa metódicamente en agua costera o dulce, incluyendo campos inundados. Come pescados, crustáceos e insectos. 
A menudo anida en colonias junto con otras garzas, generalmente en plataformas de palillos en árboles o arbustos. Suelen poner de dos a cinco huevos, variando su tamaño de acuerdo a la región.

## Galería

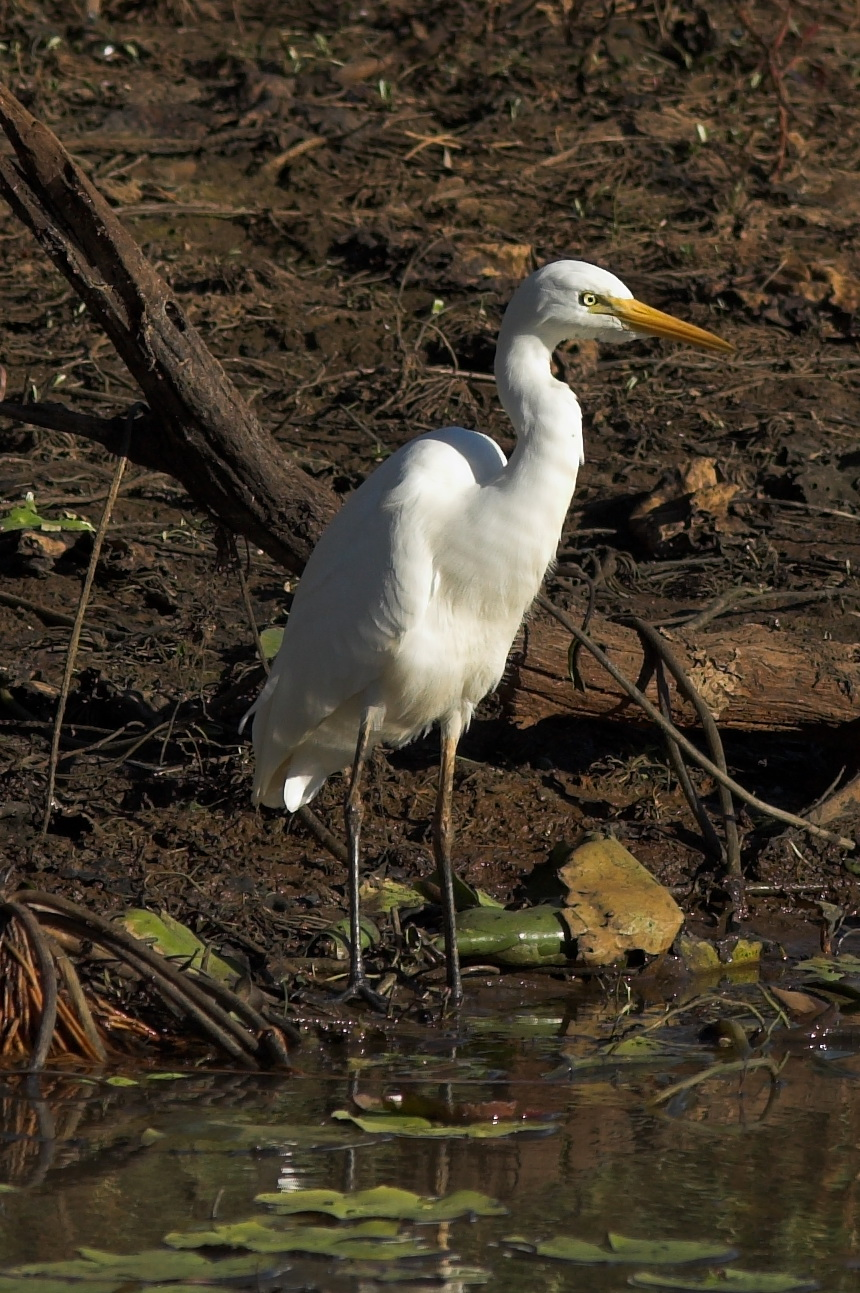
Colores Normales
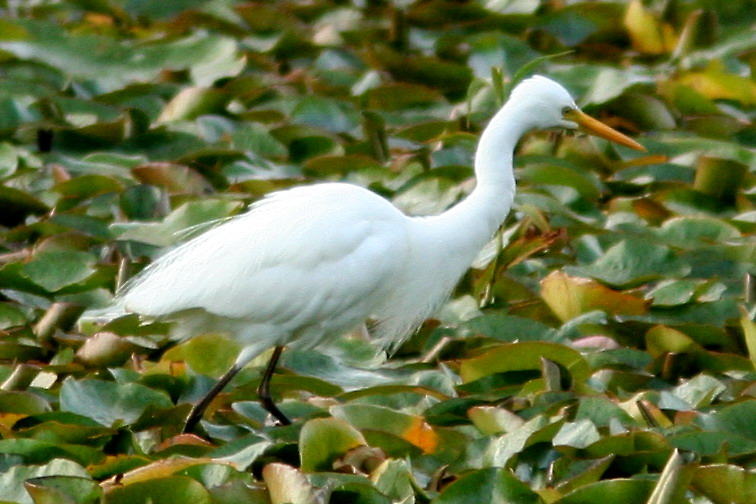
Acechando
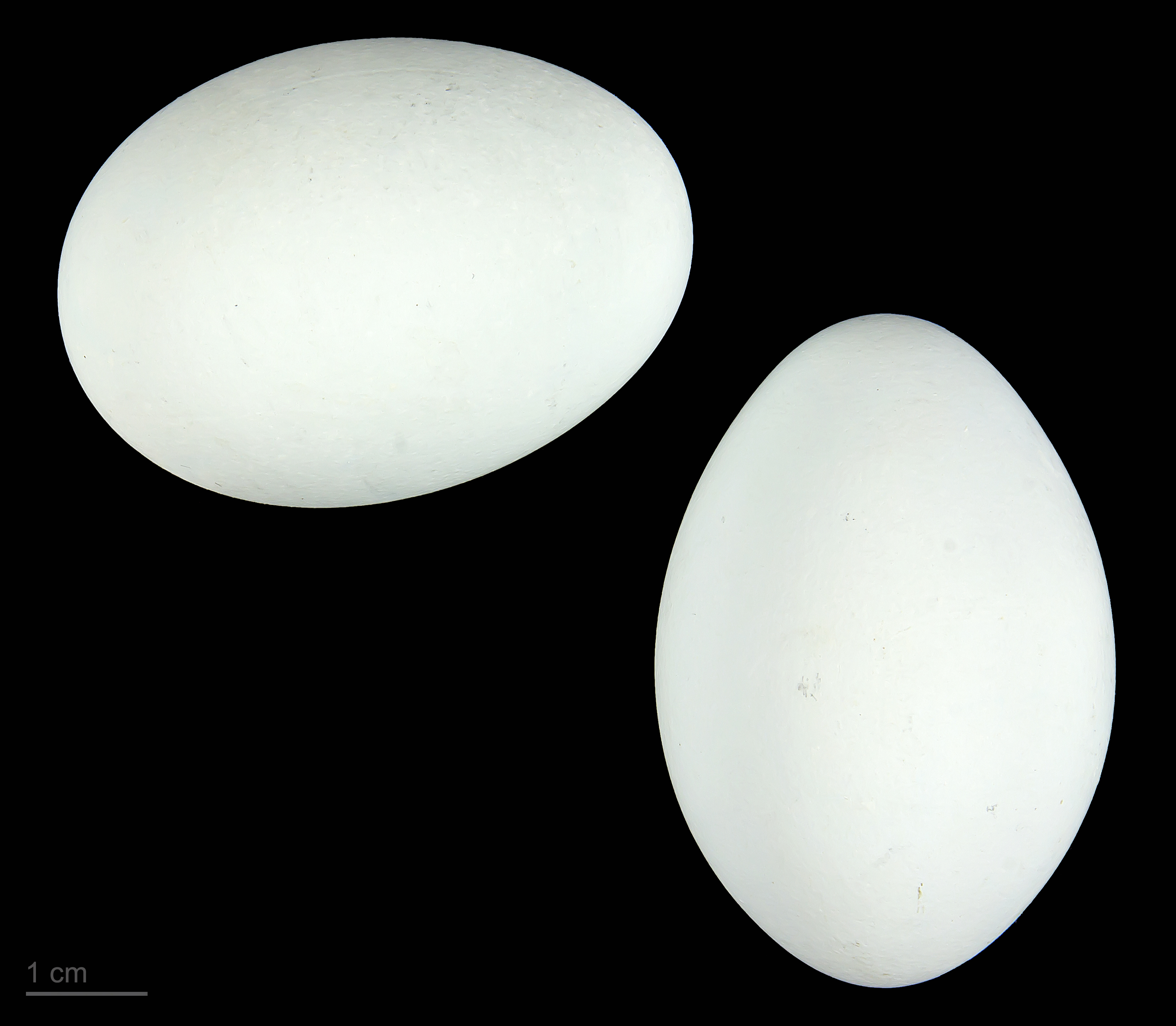
Ardea intermedia brachyrhyncha - MHNT